# Alloclubionoides terdecimus
Alloclubionoides terdecimus là một loài nhện trong họ Amaurobiidae.
Loài này thuộc chi Alloclubionoides. Alloclubionoides terdecimus được Kap Yong Paik miêu tả năm 1978.